# Râul Ichel
Râul Ichel este un afluent de dreapta al fluviului Nistru, din Republica Moldova. Râul izvorăște la sud-est de satul Hîrcești, raionul Ungheni și curge spre sud-est. Debușează în fluviul Nistru, lângă satul Coșernița din raionul Criuleni. Albia râului a fost săpată în depozitele nisipo-argiloase din sarmațianul mediu. Înclinarea medie a râului constituie 2,2 grade.

## Nume
Denumirea râului este de origine turcică, probabil cumană, asemănându-se cu numele turcic a fluviului Volga – Itil (Ithil). Prima mențiune documentară a Ichelului datează din 1430 [Itchil].

## Afluenți
Icheleț, Suha, Hulpoaia, Voinova, Drăsliceni, Măgdăcești, Teleșeul, Gemenea, Blaja, Sămănanca, Sârnauca, Lunga, Scurta, Buzdugana, Valea Zăicanei, Rediul, Sărădnicul.